# Ponte di Caprigliola
Il ponte sul Magra fra Caprigliola e Albiano, noto anche come ponte di Albiano Magra o ponte fra Caprigliola e Albiano, era un ponte stradale che attraversava il fiume Magra, mettendo in comunicazione le due frazioni del comune di Aulla (MS).
Il ponte è crollato alle 10:14 del giorno 8 aprile 2020 per cause ancora da appurare. A causa del volume di traffico al momento dell'incidente, assai ridotto in conseguenza della pandemia di COVID-19 e delle relative contromisure, sono rimasti coinvolti nel crollo solo due conducenti, che hanno riportato ferite lievi.

## Contesto

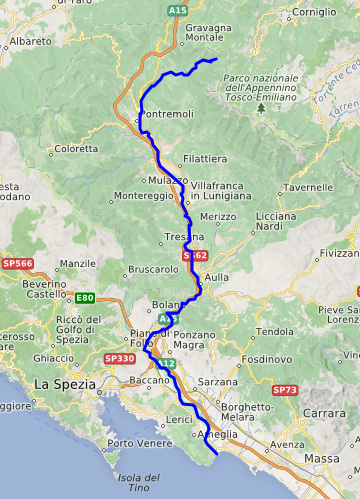
Mappa del fiume Magra, Aulla.

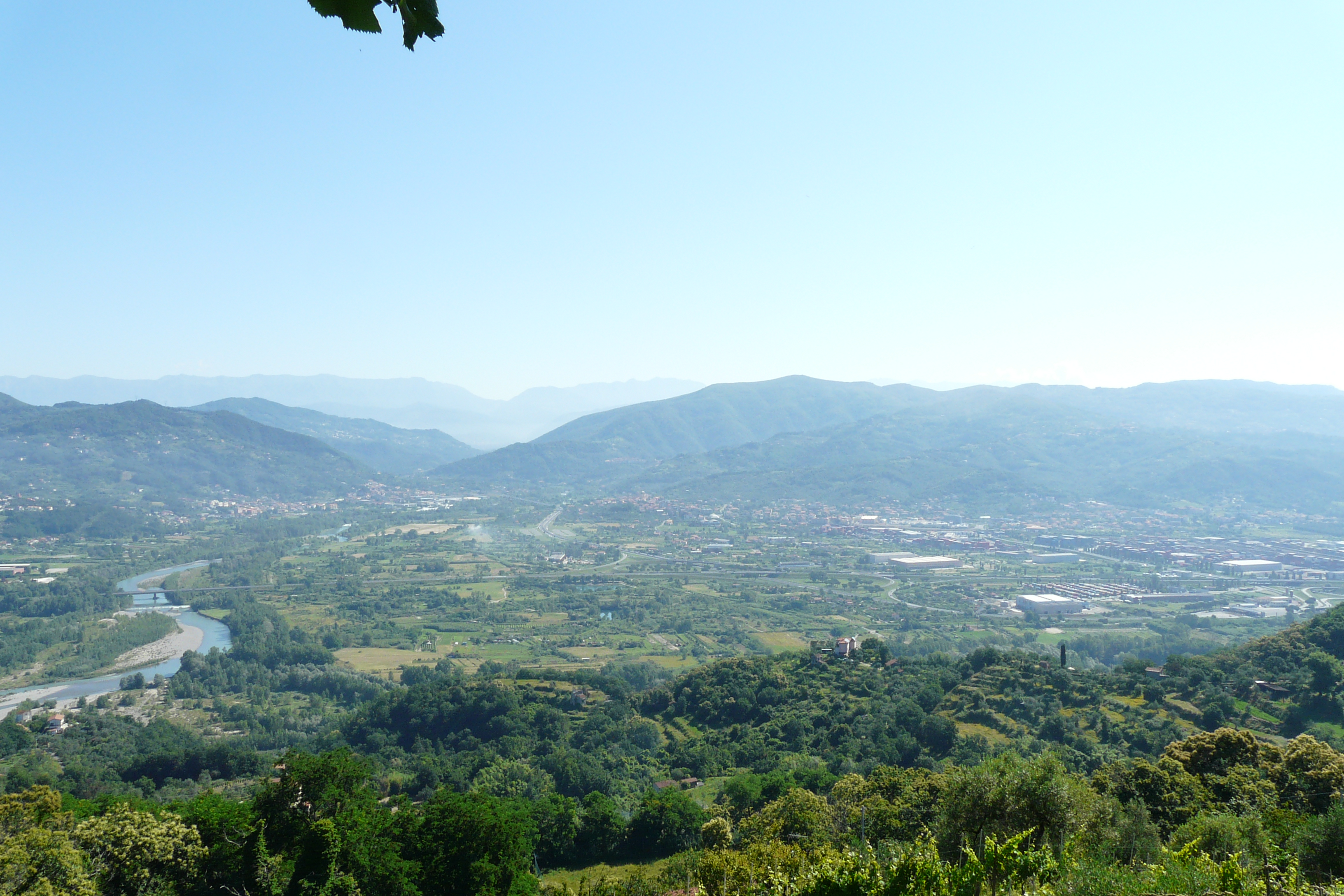
Piana di Ceparana con Albiano Magra, Santo Stefano di Magra

Il ponte si colloca sulla provinciale SS 330 di Buonviaggio alla sua giunzione con la SS 62 della Cisa, presso l'ex stazione di Caprigliola-Albiano, lungo il tratto dismesso della ferrovia pontremolese fra Aulla e Santo Stefano di Magra; il sito è dominato dall'alto dall'abitato di Caprigliola, posizionato su un piccolo rilievo. La stazione è collocata a un estremo del ponte e nelle sue adiacenze è presente l'ex ufficio di riscossione dei dazi del Granducato di Toscana, testimonianza della natura di antico confine della località; proseguendo verso sud per circa 1 km si raggiunge Santo Stefano di Magra, mentre Aulla si colloca circa 7 km a nord. All'altro estremo, sulla sponda destra, il ponte termina con un rilevato in curva che prosegue fino a sottopassare l'autostrada A15 a poca distanza dal centro di Albiano Magra.

## Costruzione (1905-1908)
Per tutto l'Ottocento, nel territorio di confine alla foce del Magra, l'unico collegamento fra le due sponde del fiume rimase il ponte stradale e ferroviario di San Genesio presso Romito Magra, realizzato nel 1857. Il trasbordo fra le sponde avveniva, in più punti del fiume, mediante barconi con funzione di traghetto.
L'esigenza di un collegamento alternativo per mettere in comunicazione la Lunigiana con La Spezia e la Liguria trovò espressione nel concorso bandito nel 1904 dalla Provincia di Massa e Carrara; fra gli otto partecipanti, risultò vincitore il progetto dell'ingegnere Attilio Muggia, professore di Costruzioni Civili presso l'Università di Bologna.
Concessionario dal 1895 del brevetto Hennebique per l'Italia centrale, Muggia aveva già progettato e realizzato diversi ponti in cemento rinforzato e si era da poco segnalato al concorso per il ponte sul Po a Piacenza. L'impresa incaricata dei lavori fu quella intestata al suo assistente a Bologna, l'ingegner Nino Ferrari.
I lavori, iniziati nel 1905, subirono un'interruzione a causa della scarsa qualità geologica del letto del fiume, che venne risolta mediante l'utilizzo di fondazioni pneumatiche, sottofondate mediante un sistema di agglomeramento pneumatico di ideazione dello stesso Muggia. Il cantiere impiegò fino a 300 operai, subì ulteriori rallentamenti a causa di uno sciopero (1907) e si protrasse fino al 1908, terminando due mesi prima della consegna prevista. L'inaugurazione avvenne ufficialmente il 25 ottobre 1908, dopo un banchetto allestito sul ponte stesso l'11 ottobre.
Il ponte era costituito di cinque arcate fortemente ribassate, realizzate in calcestruzzo con luci pari a 51,15 metri, supportate da quattro pile e due spalle; l'impalcato, che ospitava la carreggiata e due marciapiedi a sbalzo, era largo 7,20 metri. Vennero impiegate 3500 tonnellate di cemento e 250 tonnellate di ferro.

## Danneggiamento e ricostruzione (1945-1949)
Il ponte fu minato nella primavera del 1945 dalle truppe tedesche in ritirata; le esplosioni distrussero l'impalcato, lasciando intatte le fondazioni e le pile. Il ponte fu ripristinato nel 1949 dalla stessa impresa costruttrice del ponte originale, ma secondo un nuovo progetto a cura di Arrigo Caré e Giorgio Giannelli, entrambi docenti alla Sapienza di Roma.
Il progetto, pur orientato a mantenere l'aspetto originale del ponte, si propose di adeguarlo alle esigenze del traffico moderno, riducendo al tempo stesso le sezioni resistenti. Tre differenze macroscopiche sono evidenti dal confronto con la vecchia soluzione: la presenza di una rastrematura delle arcate alle estremità, con conseguente riduzione della sezione efficace presso le cerniere dell'arco; la riduzione in numero e in sezione dei pilastrini di scarico dell'impalcato sull'arco; l'assenza del piedritto centrale collocato in testa alle pile.
Lo schema statico è quello dell'arco a tre cerniere, del tipo Maillart con cerniere Mesnager.
Il cantiere è molto rapido (poco meno di un anno) anche grazie all'impiego di centine realizzate mediante tubo-giunto.

## Crollo del 2020
L'8 aprile 2020 si è verificato il crollo del ponte sul fiume Magra, lungo la ex strada provinciale 70 (oggi strada statale 330) entrata in gestione ANAS alla fine del 2018.
A seguito del crollo, ANAS ha immediatamente avviato la progettazione di un "ponte provvisorio", per ripristinare il collegamento in tempi rapidi (sei mesi) attivando al contempo le procedure per la realizzazione del nuovo ponte definitivo.
La progettazione del ponte provvisorio è stata completata in tre settimane e il 4 maggio ANAS ha inviato agli Enti interessati la convocazione della Conferenza dei Servizi necessaria per l'approvazione del progetto e per l'avvio dei lavori, già affidati tramite accordo quadro.
Su richiesta del territorio, il progetto del ponte provvisorio è stato però annullato e sono state avviate le procedure per la progettazione di rampe di collegamento all'Autostrada A15, su istanza degli Enti Locali.
Con il "Dpcm del 9 giugno" Enrico Rossi è stato nominato Commissario Straordinario (provvedimento successivamente registrato presso gli organi di controllo e acquisito al protocollo regionale il 16 luglio 2020) e il 23 luglio ha incaricato ANAS quale Soggetto Attuatore delle attività relative al ripristino del collegamento.   
L'11 agosto si è tenuta la "Conferenza dei Servizi per approvare il progetto delle rampe". Data la difformità tecnica delle opere da realizzare rispetto alle norme vigenti legata alle condizioni geometriche presenti, il MIT ha rappresentato la necessità di acquisire il parere del Consiglio Superiore dei Lavori Pubblici. Inoltre la Regione Toscana ha comunicato che per l'approvazione del progetto la competenza sul procedimento ambientale fosse di competenza nazionale in capo al Ministero dell'Ambiente.
Alla luce di quanto manifestato, ANAS ha dato pronto avvio alla procedura di assoggettabilità a VIA (Valutazione di Impatto Ambientale) e trasmesso il progetto al Consiglio Superiore dei Lavori Pubblici. Le autorizzazioni ambientali sono state rilasciate dal Ministero dell'Ambiente il 15 ottobre 2020, mentre il parere del Consiglio Superiore dei Lavori Pubblici, espresso il 29 ottobre, è risultato non favorevole alla realizzazione delle rampe.
L'11 novembre 2020 il MIT ha nominato il responsabile assetto rete ANAS, Fulvio Maria Soccodato, nuovo Commissario Straordinario per il ripristino della viabilità.
In questo tempo, ANAS ha ultimato la progettazione del "nuovo ponte definitivo" e ha inviato il progetto a tutti gli Enti il 29 ottobre. Il 13 novembre è stata aperta la Conferenza dei Servizi per l'approvazione del progetto, sospesa in attesa della conclusione del procedimento di Verifica di Assoggettabilità a VIA e conclusasi con determinazione del 29 gennaio 2021.
Come previsto dal nuovo piano commissariale, la progettazione esecutiva è stata avviata in contemporanea alle attività preliminari, riducendo di 8 mesi i tempi di avvio.
A marzo 2021 sono iniziate le attività di cantiere che procedono come da programma.
Il 30 aprile 2022 è stato ufficialmente inaugurato il nuovo ponte a seguito del completamento del primo assetto stradale previsto dal piano commissariale.
Il primo febbraio 2024 viene aperta la nuova rotatoria, realizzata secondo il piano commissariale, che collega la Strada Statale 62 alla Strada Statale 330, successivamente il 7 marzo 2025 viene resa percorribile anche la variante di tracciato della S.S. 62 "della Cisa", anch'essa prevista dal progetto. 
Attualmente le lavorazioni si concentrano su opere accessorie quali marciapiedi, posti auto, terrazza panoramica ed una zona verde. Seguirà inaugurazione alla presenza dell'ente attuatore e delle autorità.